# ラウェルナ
ラウェルナ(Laverna)は、ローマ神話に登場する盗人の女神。暗黒の世界との結びつきから深夜に悪事を働く盗人や詐欺師たちの守護神である。
古代ローマのラウェルナーリス門はラウェルナの名に由来し、この門の近くに祭壇を有した。